# Mistrzostwa Świata w Hokeju na Lodzie Kobiet 2023 (II Dywizja)
Mistrzostwa Świata w Hokeju na Lodzie Kobiet II Dywizji 2023 rozegrane zostały w dniach 2–7 kwietnia (Dywizja IIA) i 20–26 lutego (Dywizja IIB).
Do mistrzostw II Dywizji przystąpiło 10 zespołów, które zostały podzielone na dwie grupy pięciozespołowe. Dywizja II Grupa A swoje mecze rozgrywała w Meksyku, natomiast Dywizja II Grupa B w Kapsztadzie (RPA). Reprezentacje rywalizowały systemem każdy z każdym.
Hale, w których zorganizowano zawody:
- San Jeronimo Arena w Meksyku – Dywizja IIA,
- Ice Station w Kapsztadzie – Dywizja IIB.

## Grupa A
Do mistrzostw świata dywizji IB w 2024 z Dywizji IIA awansowała najlepsza reprezentacja. Ostatnia drużyna została zdegradowana do Dywizji IIB.
| 2 kwietnia 2023 | Łotwa | 3:2 | Chińskie Tajpej | San Jeronimo Arena, Meksyk |

| Szczegóły      | Szczegóły                                                     | Szczegóły       | Szczegóły                             | Szczegóły                                                                                 |
| -------------- | ------------------------------------------------------------- | --------------- | ------------------------------------- | ----------------------------------------------------------------------------------------- |
| Godzina: 14:00 | L. Rulle (EQ) 21:28 L. Miljone (PP) 33:13 L. Rulle (EQ) 58:53 | (0:1, 2:0, 1:1) | 06:33 (PP) Yeh H. 44:10 (PP) Hsieh C. | Widzów: 108 Sędzia główny: Grace Barlow Sędziowie liniowi: Marise Larios Jessica Lundgren |
| Godzina: 14:00 | 35 min. kar                                                   |                 | 12 min. kar                           | Widzów: 108 Sędzia główny: Grace Barlow Sędziowie liniowi: Marise Larios Jessica Lundgren |

| 2 kwietnia 2023 | Meksyk | 0:6 | Hiszpania | San Jeronimo Arena, Meksyk |

| Szczegóły      | Szczegóły   | Szczegóły       | Szczegóły | Szczegóły |
| -------------- | ----------- | --------------- | --- | --- |
| Godzina: 18:30 |             | (0:4, 0:1, 0:1) | 04:11 (EQ) J. I. Serrano 10:42 (EQ) V. Muñoz 12:15 (PP) C. Castellanos 16:29 (EQ) C. Castellanos 39:28 (PP) S. Scilipoti 42:35 (EQ) A. García | Widzów: 716 Sędzia główny: Martina Zedníková Béatrice Fortin Sędziowie liniowi: Joanie Duchesneau Monika Szpyt-Jucha |
| Godzina: 18:30 | 10 min. kar |                 | 10 min. kar | Widzów: 716 Sędzia główny: Martina Zedníková Béatrice Fortin Sędziowie liniowi: Joanie Duchesneau Monika Szpyt-Jucha |

| 3 kwietnia 2023 | Islandia | 2:3 | Meksyk | San Jeronimo Arena, Meksyk |

| Szczegóły      | Szczegóły                                           | Szczegóły       | Szczegóły                                                     | Szczegóły                                                                                     |
| -------------- | --------------------------------------------------- | --------------- | ------------------------------------------------------------- | --------------------------------------------------------------------------------------------- |
| Godzina: 18:30 | G. Vidarsdóttir (EQ) 27:15 B. Hjaltested (SH) 52:42 | (0:1, 1:1, 1:1) | 10:25 (EQ) C. Téllez 38:46 (SH) C. Téllez 44:52 (PP) N. Amaya | Widzów: 682 Sędzia główny: Béatrice Fortin Sędziowie liniowi: Jessica Lundgren Sophie Thomson |
| Godzina: 18:30 | 14 min. kar                                         |                 | 8 min. kar                                                    | Widzów: 682 Sędzia główny: Béatrice Fortin Sędziowie liniowi: Jessica Lundgren Sophie Thomson |

| 4 kwietnia 2023 | Hiszpania | 2:0 | Chińskie Tajpej | San Jeronimo Arena, Meksyk |

| Szczegóły      | Szczegóły                                    | Szczegóły       | Szczegóły  | Szczegóły                                                                                  |
| -------------- | -------------------------------------------- | --------------- | ---------- | ------------------------------------------------------------------------------------------ |
| Godzina: 14:00 | J. Pareja (EQ) 29:35 H. Fernández (EQ) 32:31 | (0:0, 2:0, 0:0) |            | Widzów: 128 Sędzia główny: Grace Barlow Sędziowie liniowi: Joanie Duchesneau Marise Larios |
| Godzina: 14:00 | 8 min. kar                                   |                 | 6 min. kar | Widzów: 128 Sędzia główny: Grace Barlow Sędziowie liniowi: Joanie Duchesneau Marise Larios |

| 4 kwietnia 2023 | Islandia | 0:6 | Łotwa | San Jeronimo Arena, Meksyk |

| Szczegóły      | Szczegóły   | Szczegóły       | Szczegóły | Szczegóły                                                                                       |
| -------------- | ----------- | --------------- | --- | ----------------------------------------------------------------------------------------------- |
| Godzina: 18:30 |             | (0:3, 0:1, 0:2) | 00:17 (EQ) L. Miljone 05:58 (PP) A. Lagzdiņa 12:55 (EQ) A. Lagzdiņa 30:34 (SH) K. N. Yip-Chuck 46:38 (EQ) L. Miljone 50:45 (PP2) A. Balode | Widzów: 127 Sędzia główny: Béatrice Fortin Sędziowie liniowi: Monika Szpyt-Jucha Sophie Thomson |
| Godzina: 18:30 | 14 min. kar |                 | 18 min. kar | Widzów: 127 Sędzia główny: Béatrice Fortin Sędziowie liniowi: Monika Szpyt-Jucha Sophie Thomson |

| 5 kwietnia 2023 | Meksyk | 0:8 | Łotwa | San Jeronimo Arena, Meksyk |

| Szczegóły      | Szczegóły   | Szczegóły       | Szczegóły | Szczegóły                                                                                       |
| -------------- | ----------- | --------------- | --- | ----------------------------------------------------------------------------------------------- |
| Godzina: 18:30 |             | (0:1, 0:4, 0:3) | 18:35 (PP) L. Rulle 21:50 (EQ) S. Pudule 25:20 (PP) L. Miljone 29:42 (EQ/EA) K. N. Yip-Chuck 36:25 (EQ) A. Apsīte 43:45 (PP2) L. Miljone 49:44 (EQ) K. Kezika 59:13 (PP) L. Rulle | Widzów: 708 Sędzia główny: Martina Zedníková Sędziowie liniowi: Jessica Lundgren Sophie Thomson |
| Godzina: 18:30 | 16 min. kar |                 | 12 min. kar | Widzów: 708 Sędzia główny: Martina Zedníková Sędziowie liniowi: Jessica Lundgren Sophie Thomson |

| 6 kwietnia 2023 | Hiszpania | 8:2 | Islandia | San Jeronimo Arena, Meksyk |

| Szczegóły      | Szczegóły | Szczegóły       | Szczegóły                                               | Szczegóły                                                                                       |
| -------------- | --- | --------------- | ------------------------------------------------------- | ----------------------------------------------------------------------------------------------- |
| Godzina: 14:00 | V. Muñoz (EQ) 10:18 J. I. Serrano (EQ) 26:59 C. Castellanos (EQ) 33:19 A. Merino (EQ) 35:58 H. Fernández (EQ) 46:08 H. Fernández (PP) 46:56 S. Scilipoti (EQ) 54:39 M. Serna (EQ) 56:32 | (1:1, 3:0, 4:1) | 10:39 (EQ) S. Björgvinsdóttir 43:00 (EQ) H. Geirsdóttir | Widzów: 114 Sędzia główny: Martina Zedníková Sędziowie liniowi: Joanie Duchesneau Marise Larios |
| Godzina: 14:00 | 10 min. kar |                 | 8 min. kar                                              | Widzów: 114 Sędzia główny: Martina Zedníková Sędziowie liniowi: Joanie Duchesneau Marise Larios |

| 6 kwietnia 2023 | Chińskie Tajpej | 0:2 | Meksyk | San Jeronimo Arena, Meksyk |

| Szczegóły      | Szczegóły  | Szczegóły       | Szczegóły                                   | Szczegóły                                                                                         |
| -------------- | ---------- | --------------- | ------------------------------------------- | ------------------------------------------------------------------------------------------------- |
| Godzina: 18:30 |            | (0:1, 0:1, 0:0) | 07:57 (EQ) D. Rosales 33:09 (SH) S. Nevárez | Widzów: 782 Sędzia główny: Béatrice Fortin Sędziowie liniowi: Jessica Lundgren Monika Szpyt-Jucha |
| Godzina: 18:30 | 0 min. kar |                 | 12 min. kar                                 | Widzów: 782 Sędzia główny: Béatrice Fortin Sędziowie liniowi: Jessica Lundgren Monika Szpyt-Jucha |

| 7 kwietnia 2023 | Łotwa | 4:1 | Hiszpania | San Jeronimo Arena, Meksyk |

| Szczegóły      | Szczegóły                                                                               | Szczegóły       | Szczegóły           | Szczegóły                                                                                  |
| -------------- | --------------------------------------------------------------------------------------- | --------------- | ------------------- | ------------------------------------------------------------------------------------------ |
| Godzina: 14:00 | L. Miljone (EQ) 15:54 L. Miljone (EQ) 21:17 K. Silajāne (PP) 45:11 A. Balode (PP) 49:12 | (1:0, 1:0, 2:1) | 48:46 (EQ) V. Muñoz | Widzów: 295 Sędzia główny: Grace Barlow Sędziowie liniowi: Jessica Lundgren Sophie Thomson |
| Godzina: 14:00 | 8 min. kar                                                                              |                 | 10 min. kar         | Widzów: 295 Sędzia główny: Grace Barlow Sędziowie liniowi: Jessica Lundgren Sophie Thomson |

| 7 kwietnia 2023 | Chińskie Tajpej | 3:2 pk. | Islandia | San Jeronimo Arena, Meksyk |

| Szczegóły      | Szczegóły                                                  | Szczegóły                 | Szczegóły                                               | Szczegóły                                                                                        |
| -------------- | ---------------------------------------------------------- | ------------------------- | ------------------------------------------------------- | ------------------------------------------------------------------------------------------------ |
| Godzina: 18:30 | Lin Y. (EQ) 18:24 Hsieh C. (EQ) 26:33 Huang Y. (GWG) 65:00 | (1:2, 1:0, 0:0, 0:0, 1:0) | 05:51 (EQ) S. Björgvinsdóttir 19:19 (EQ) B. Leifsdóttir | Widzów: 278 Sędzia główny: Martina Zedníková Sędziowie liniowi: Marise Larios Monika Szpyt-Jucha |
| Godzina: 18:30 | 8 min. kar                                                 |                           | 39 min. kar                                             | Widzów: 278 Sędzia główny: Martina Zedníková Sędziowie liniowi: Marise Larios Monika Szpyt-Jucha |

Tabela
| Lp. | Zespół          | M | Pkt | Z | Zd | Pd | P | G+ | G- | +/− |
| --- | --------------- | - | --- | - | -- | -- | - | -- | -- | --- |
| 1   | Łotwa           | 4 | 12  | 4 | 0  | 0  | 0 | 21 | 3  | +18 |
| 2   | Hiszpania       | 4 | 9   | 3 | 0  | 0  | 1 | 17 | 6  | +11 |
| 3   | Meksyk          | 4 | 6   | 2 | 0  | 0  | 2 | 5  | 16 | -11 |
| 4   | Chińskie Tajpej | 4 | 2   | 0 | 1  | 0  | 3 | 5  | 9  | -4  |
| 5   | Islandia        | 4 | 1   | 0 | 0  | 1  | 3 | 6  | 20 | -14 |
| 6   | Korea Północna  | 0 | 0   | 0 | 0  | 0  | 0 | 0  | 0  | 0   |

    = awans do Dywizji IB     = utrzymanie w Dywizji IIA     = spadek do Dywizji IIB
Statystyki indywidualne
- Klasyfikacja strzelców:  Līga Miljone: 7 goli[2]
- Klasyfikacja asystentów:  Agnese Apsīte
 Vega Muñoz: 5 asyst[3]
- Klasyfikacja kanadyjska:  Līga Miljone: 9 punktów[4]
- Klasyfikacja kanadyjska obrońców:  Bridget O'Hare: 4 punkty[5]
- Klasyfikacja +/−:  María Serna: +7[6]
- Klasyfikacja skuteczności interwencji bramkarzy:  Kristiāna Apsīte: 97,06%[7]
- Klasyfikacja średniej goli straconych na mecz bramkarzy:  Kristiāna Apsīte: 0,75
- Klasyfikacja minut kar:  Karina Anisimova: 27 minut[8]

Nagrody indywidualne
Dyrektoriat turnieju wybrał trójkę najlepszych zawodników, po jednym na każdej pozycji:
- Bramkarz:  Mónica Rentería
- Obrońca:  Aija Balode
- Napastnik:  Līga Miljone

## Grupa B
Do mistrzostw świata dywizji IIA w 2024 awansował zwycięzca turnieju. Najsłabsza drużyna spadła do Dywizji IIIA.
| 20 lutego 2023 | Chorwacja | 1:15 | Nowa Zelandia | Ice Station, Kapsztad |

| Szczegóły      | Szczegóły           | Szczegóły       | Szczegóły | Szczegóły                                                                                            |
| -------------- | ------------------- | --------------- | --- | --- |
| Godzina: 16:00 | N. Matak (PP) 06:11 | (1:4, 0:3, 0:8) | 02:32 (PP) C.-J. Heale 03:55 (EQ) G. Mills 14:38 (EQ) R. Lilly 15:38 (EQ) E. Kloss 25:13 (PP) H. Shields 31:53 (EQ) H. Murray 39:26 (EQ) C.-J. Heale 41:25 (EQ) C.-J. Heale 49:47 (EQ) A. Mulari 53:00 (EQ) G. Mills 53:54 (EQ) H. Murray 57:19 (EQ) J. Jones 59:16 (EQ) A. Heale 59:44 (EQ) E. Kloss 59:58 (EQ) G. Mills | Widzów: 30 Sędzia główny: Davida Paul Sędziowie liniowi: Alba Louise Calero Scanlan Bernadett Holzer |
| Godzina: 16:00 | 10 min. kar         |                 | 6 min. kar | Widzów: 30 Sędzia główny: Davida Paul Sędziowie liniowi: Alba Louise Calero Scanlan Bernadett Holzer |

| 20 lutego 2023 | Australia | 10:0 | Południowa Afryka | Ice Station, Kapsztad |

| Szczegóły      | Szczegóły | Szczegóły       | Szczegóły   | Szczegóły                                                                                    |
| -------------- | --- | --------------- | ----------- | -------------------------------------------------------------------------------------------- |
| Godzina: 20:00 | S. Godfrey (EQ) 01:02 A. Aparicio (EQ) 11:25 S. Sammons (EQ) 27:15 A. Badaoui (EQ) 29:45 M. Clark-Crompton (EQ) 33:39 S. Godfrey (EQ) 35:34 A. Aparicio (EQ) 36:34 M. Nottle (EQ) 48:31 M. Clark-Crompton (EQ) 56:34 L. Kiliwnik (EQ) 58:55 | (2:0, 5:0, 3:0) |             | Widzów: 300 Sędzia główny: Gabriela Malá Sędziowie liniowi: Joanna Pobożniak Danielle Rostan |
| Godzina: 20:00 | 16 min. kar |                 | 10 min. kar | Widzów: 300 Sędzia główny: Gabriela Malá Sędziowie liniowi: Joanna Pobożniak Danielle Rostan |

| 21 lutego 2023 | Belgia | 10:1 | Chorwacja | Ice Station, Kapsztad |

| Szczegóły      | Szczegóły | Szczegóły       | Szczegóły           | Szczegóły                                                                                       |
| -------------- | --- | --------------- | ------------------- | ----------------------------------------------------------------------------------------------- |
| Godzina: 20:00 | L. De Guchtenaere (PP) 05:41 A. Steeno (EQ) 13:46 L. De Guchtenaere (EQ) 19:13 L. De Guchtenaere (EQ) 28:35 L. Paulissen (EQ) 28:41 C. Van Calster (EQ) 31:37 L. Paulissen (EQ) 49:52 L. De Guchtenaere (SH) 52:02 V. Maka (EQ) 54:18 A. De Terwangne (EQ) 55:01 | (3:0, 3:1, 4:0) | 34:32 (EQ) E. Čavka | Widzów: 50 Sędzia główny: Svenja Strohmenger Sędziowie liniowi: Bernadett Holzer Michele Müller |
| Godzina: 20:00 | 10 min. kar |                 | 4 min. kar          | Widzów: 50 Sędzia główny: Svenja Strohmenger Sędziowie liniowi: Bernadett Holzer Michele Müller |

| 22 lutego 2023 | Belgia | 1:0 | Australia | Ice Station, Kapsztad |

| Szczegóły      | Szczegóły             | Szczegóły       | Szczegóły   | Szczegóły                                                                                       |
| -------------- | --------------------- | --------------- | ----------- | ----------------------------------------------------------------------------------------------- |
| Godzina: 16:00 | F. Bosmans (PP) 25:21 | (0:0, 1:0, 0:0) |             | Widzów: 50 Sędzia główny: Svenja Strohmenger Sędziowie liniowi: Michele Müller Joanna Pobożniak |
| Godzina: 16:00 | 10 min. kar           |                 | 10 min. kar | Widzów: 50 Sędzia główny: Svenja Strohmenger Sędziowie liniowi: Michele Müller Joanna Pobożniak |

| 22 lutego 2023 | Nowa Zelandia | 5:1 | Południowa Afryka | Ice Station, Kapsztad |

| Szczegóły      | Szczegóły                                                                                           | Szczegóły       | Szczegóły                    | Szczegóły                                                                                            |
| -------------- | --------------------------------------------------------------------------------------------------- | --------------- | ---------------------------- | --- |
| Godzina: 20:00 | G. Mills (EQ) 13:58 C. Orr (EQ) 14:43 H. Murray (PP) 33:56 J. Jones (EQ) 46:34 A. Mulari (EQ) 47:51 | (2:0, 1:0, 2:1) | 54:26 (PP2) D. Van Doesburgh | Widzów: 300 Sędzia główny: Davida Paul Sędziowie liniowi: Alba Louise Calero Scanlan Danielle Rostan |
| Godzina: 20:00 | 6 min. kar                                                                                          |                 | 6 min. kar                   | Widzów: 300 Sędzia główny: Davida Paul Sędziowie liniowi: Alba Louise Calero Scanlan Danielle Rostan |

| 23 lutego 2023 | Chorwacja | 0:19 | Australia | Ice Station, Kapsztad |

| Szczegóły      | Szczegóły  | Szczegóły        | Szczegóły | Szczegóły                                                                                   |
| -------------- | ---------- | ---------------- | --- | ------------------------------------------------------------------------------------------- |
| Godzina: 20:00 |            | (0:2, 0:12, 0:5) | 00:47 (EQ) S. Godfrey 11:59 (PP) S. Cochrane 20:29 (EQ) A. Aparicio 21:37 (EQ) L. Kiliwnik 23:01 (PP) S. Godfrey 23:22 (EQ) S. Cochrane 25:28 (EQ) C. Walker 26:20 (EQ) L. Kiliwnik 27:22 (EQ) M. Clark-Crompton 28:56 (EQ) I. Malcolm 29:42 (EQ) M. Clark-Crompton 33:48 (EQ) L. Kiliwnik 34:43 (EQ) S. Cochrane 38:42 (EQ) C. Walker 42:23 (EQ) M. Clark-Crompton 49:11 (EQ) M. Nottle 50:11 (EQ) S. Sammons 59:35 (EQ) S. Godfrey 59:50 (EQ) L. Kiliwnik | Widzów: 30 Sędzia główny: Gabriela Malá Sędziowie liniowi: Bernadett Holzer Danielle Rostan |
| Godzina: 20:00 | 6 min. kar |                  | 6 min. kar | Widzów: 30 Sędzia główny: Gabriela Malá Sędziowie liniowi: Bernadett Holzer Danielle Rostan |

| 24 lutego 2023 | Nowa Zelandia | 2:4 | Belgia | Ice Station, Kapsztad |

| Szczegóły      | Szczegóły                               | Szczegóły       | Szczegóły | Szczegóły                                                                                                   |
| -------------- | --------------------------------------- | --------------- | --- | --- |
| Godzina: 16:00 | R. Lilly (EQ) 05:06 G. Mills (EQ) 18:02 | (2:1, 0:2, 0:1) | 00:41 (EQ) L. De Guchtenaere 23:58 (EQ) L. De Guchtenaere 28:48 (EQ) L. De Guchtenaere 59:23 (EQ/ENG) L. De Guchtenaere | Widzów: 40 Sędzia główny: Svenja Strohmenger Sędziowie liniowi: Alba Louise Calero Scanlan Joanna Pobożniak |
| Godzina: 16:00 | 6 min. kar                              |                 | 2 min. kar | Widzów: 40 Sędzia główny: Svenja Strohmenger Sędziowie liniowi: Alba Louise Calero Scanlan Joanna Pobożniak |

| 24 lutego 2023 | Południowa Afryka | 2:1 | Chorwacja | Ice Station, Kapsztad |

| Szczegóły      | Szczegóły                                | Szczegóły       | Szczegóły           | Szczegóły                                                                                |
| -------------- | ---------------------------------------- | --------------- | ------------------- | ---------------------------------------------------------------------------------------- |
| Godzina: 20:00 | D. Rhode (SH) 07:01 C. Kruger (EQ) 19:55 | (2:0, 0:1, 0:0) | 39:08 (EQ) E. Čavka | Widzów: 200 Sędzia główny: Davida Paul Sędziowie liniowi: Michele Müller Danielle Rostan |
| Godzina: 20:00 | 14 min. kar                              |                 | 20 min. kar         | Widzów: 200 Sędzia główny: Davida Paul Sędziowie liniowi: Michele Müller Danielle Rostan |

| 26 lutego 2023 | Australia | 5:2 | Nowa Zelandia | Ice Station, Kapsztad |

| Szczegóły      | Szczegóły | Szczegóły       | Szczegóły                                  | Szczegóły                                                                                        |
| -------------- | --- | --------------- | ------------------------------------------ | ------------------------------------------------------------------------------------------------ |
| Godzina: 14:00 | S. Godfrey (EQ) 25:38 M. Clark-Crompton (EQ) 31:25 M. Clark-Crompton (EQ) 37:23 S. Sammons (EQ) 44:24 M. Clark-Crompton (PP) 51:18 | (0:2, 3:0, 2:0) | 02:37 (EQ) B. Whitman 17:43 (EQ) H. Murray | Widzów: 300 Sędzia główny: Svenja Strohmenger Sędziowie liniowi: Michele Müller Joanna Pobożniak |
| Godzina: 14:00 | 4 min. kar |                 | 6 min. kar                                 | Widzów: 300 Sędzia główny: Svenja Strohmenger Sędziowie liniowi: Michele Müller Joanna Pobożniak |

| 26 lutego 2023 | Południowa Afryka | 1:4 | Belgia | Ice Station, Kapsztad |

| Szczegóły      | Szczegóły           | Szczegóły       | Szczegóły                                                                                    | Szczegóły                                                                                               |
| -------------- | ------------------- | --------------- | -------------------------------------------------------------------------------------------- | --- |
| Godzina: 18:00 | D. Rhode (PP) 38:44 | (0:1, 1:2, 0:1) | 14:33 (PP) A. Steeno 30:15 (EQ) R. De Wolf 33:14 (EQ) C. Van Calster 45:17 (EQ) L. Paulissen | Widzów: 600 Sędzia główny: Gabriela Malá Sędziowie liniowi: Alba Louise Calero Scanlan Bernadett Holzer |
| Godzina: 18:00 | 6 min. kar          |                 | 2 min. kar                                                                                   | Widzów: 600 Sędzia główny: Gabriela Malá Sędziowie liniowi: Alba Louise Calero Scanlan Bernadett Holzer |

Tabela
| Lp. | Zespół            | M | Pkt | Z | Zd | Pd | P | G+ | G- | +/− |
| --- | ----------------- | - | --- | - | -- | -- | - | -- | -- | --- |
| 1   | Belgia            | 4 | 12  | 4 | 0  | 0  | 0 | 19 | 4  | +15 |
| 2   | Australia         | 4 | 9   | 3 | 0  | 0  | 1 | 34 | 3  | +31 |
| 3   | Nowa Zelandia     | 4 | 6   | 2 | 0  | 0  | 2 | 24 | 11 | +13 |
| 4   | Południowa Afryka | 4 | 3   | 1 | 0  | 0  | 3 | 4  | 20 | -16 |
| 5   | Chorwacja         | 4 | 0   | 0 | 0  | 0  | 4 | 3  | 46 | -43 |
| 6   | Turcja            | 0 | 0   | 0 | 0  | 0  | 0 | 0  | 0  | 0   |

    = awans do Dywizji IIA     = utrzymanie w Dywizji IIB     = spadek do Dywizji IIIA
Statystyki indywidualne
- Klasyfikacja strzelców:  Michelle Clark-Crompton
 Lotte De Guchtenaere: 8 goli[10]
- Klasyfikacja asystentów:  Anjali Mulari
 Anke Steeno: 9 asyst[11]
- Klasyfikacja kanadyjska:  Sharna Godfrey: 14 punktów[12]
- Klasyfikacja kanadyjska obrońców:  Chinouk Van Calster: 8 punktów[13]
- Klasyfikacja +/−:  Sharna Godfrey: +14[14]
- Klasyfikacja skuteczności interwencji bramkarzy:  Sasha King: 100,00%[15]
- Klasyfikacja średniej goli straconych na mecz bramkarzy:  Sasha King: 0,00
- Klasyfikacja minut kar:  Tena Cavka: 12 minut[16]

Nagrody indywidualne
Dyrektoriat turnieju wybrał trójkę najlepszych zawodników, po jednym na każdej pozycji:
- Bramkarz:  Nina van Orshaegen
- Obrońca:  Donne van Doesburgh
- Napastnik:  Lotte De Guchtenaere